# ديفيد كروكر
ديفيد كروكر (بالإنجليزية: David Croker)‏ هو عالم بيئة بريطاني، ولد في 18 أبريل 1932، وتوفي في 2 يوليو 2006.